# Mauloutchia capuronii
Mauloutchia capuronii är en tvåhjärtbladig växtart som beskrevs av Sauquet. Mauloutchia capuronii ingår i släktet Mauloutchia och familjen Myristicaceae. Inga underarter finns listade i Catalogue of Life.